# Psettina multisquamea
Psettina multisquamea és un peix teleosti de la família dels bòtids i de l'ordre dels pleuronectiformes.

## Distribució geogràfica
Es troba a les costes occidentals de l'oceà Índic.